# (14831) Gentileschi
(14831) Gentileschi est un astéroïde de la ceinture principale.

## Description
(14831) Gentileschi est un astéroïde de la ceinture principale. Il fut découvert le 22 janvier 1987 à La Silla par Eric Walter Elst. Il présente une orbite caractérisée par un demi-grand axe de 2,59 UA, une excentricité de 0,13 et une inclinaison de 12,2° par rapport à l'écliptique.

## Compléments